# Puchar UEFA (1978/1979)
Puchar UEFA 1978/1979 (ang. 1978–1979 UEFA Cup) – 8. edycja międzynarodowego klubowego turnieju piłki nożnej Puchar UEFA, zorganizowana przez Unię Europejskich Związków Piłkarskich w terminie 13 września 1978 – 23 maja 1979. W rozgrywkach zwyciężyła drużyna Borussia Mönchengladbach.

## 1/32 finału
| Dukla Praga – Lanerossi Vicenza 1:0 i 1:1 1 13.09 1978 1:0 Nehoda 6 2 27.09 1978 0:1 Briaschi 14, 1:1 Gajdušek 50 |
| A.C. Milan – Lokomotíva Koszyce 1:0 i 0:1 (dog), karne 8:7 1 13.09 1978 1:0 Novellino 34 2 27.09 1978 0:1 Kozak 81 |
| CSKA Sofia – Valencia CF 2:1 i 1:4 1 13.09 1978 1:0 Dżewizow 7, 2:0 Christow 54, 2:1 Solsona 71 2 27.09 1978 0:1 Saura 16, 1:1 Christow 17, 1:2 Felman 54, 1:3 Kempes 78, 1:4 Saura 82                                                                            |
| Borussia Mönchengladbach – Sturm Graz 5:1 i 2:1 1 13.09 1978 1:0 Bruns 4, 1:1 Jurtin 11, 2:1 Gores 48, 3:1 Nielsen 67, 4:1 Simonsen 89, 5:1 Bruns 90 2 27.09 1978 1:0 Simonsen 5, 2:0 Bruns 50, 2:1 Schilcher 65                                                  |
| Argeș Pitești – Panathinaikos AO 3:0 i 2:1 1 13.09 1978 1:0 Toma 19, 2:0 Moiceanu 75, 3:0 Moiceanu 89 2 27.09 1978 0:1 Gomos 51, 1:1 Duru 55, 2:1 Radu 68 |
| Athletic Bilbao – AFC Ajax 2:0 i 0:3 1 13.09 1978 1:0 Churruca 9, 2:0 Vidal 58 2 27.09 1978 0:1 Clarke 38k, 0:2 Clarke 55, 0:3 Lerby 89 |
| Finn Harps – Everton 0:5 i 0:5 1 12.09 1978 0:1 Thomas 15, 0:2 King 14, 0:3 King 48, 0:4 Latahford 62, 0:5 Walsh 64 2 26.09 1978 0:1 King 21, 0:2 Latchford 25, 0:3 Walsh 53, 0:4 Ross 60, 0:5 Dobson 63                                                          |
| Jeunesse Esch – Lausanne Sports 0:0 i 0:2 1 13.09 1978 2 26.09 1978 0:1 Diserens 39, 0:2 Sampedro 76 |
| FC Nantes – SL Benfica 0:2 i 0:0 1 13.09 1978 0:1 Chalana 34, 0:2 Nene 41 2 27.09 1978 |
| Sporting Gijón – Torino Calcio 3:0 i 0:1 1 13.09 1978 1:0 Ferrero 4, 2:0 Moran 14, 3:0 Moran 68 2 27.09 1978 0:1 Graziani 64 |
| SC Braga – Hibernians FC 5:0 i 2:3 1 13.09 1978 1:0 Chico Gordo 2, 2:0 Chico Gordo 15, 3:0 Chico Gordo 19, 4:0 Lito 74, 5:0 Chico Gordo 78 2 20.09 1978 0:1 Mizzi 20k, 1:1 Chico Gordo 29, 2:1 Ronaldo 35, 2:2 Mizzi 61k, 2:3 Gonzi 86                            |
| Galatasaray SK – West Bromwich Albion 1:3 i 1:3 1 13.09 1978 0:1 Robson 6, 0:2 Cunningham 63, 0:3 Cunningham 69, 1:3 Fatih 88k (mecz w Izmirze) 2 27.09 1978 0:1 Robson 33, 1:1 Turgay 44, 1:2 Cunningham 39k, 1:3 Trewick 47                                     |
| Dynamo Berlin – FK Crvena zvezda 5:2 i 1:4 1 13.09 1978 1:0 Riediger 16, 2:0 Riediger 28, 2:1 Šestić 34, 2:2 Savić 36, 3:2 Riediger 69, 4:2 Netz 20, 5:2 Brillät 89 2 27.09 1978 1:0 Riediger 12, 1:1 Savić 58, 1:2 Borovnica 69, 1:3 Borovnica 80, 1:4 Šestić 90 |
| Kuopion Palloseura – Boldklubben 1903 2:1 i 4:4 1 13.09 1978 1:0 Monkkonen 16, 1:1 Haarbye 41, 2:1 Heiskanen 73 2 27.09 1978 1:0 Heisman 9, 1:1 Kristiansen 14, 2:1 Keiskanen 15, 2:2 Jensen 19, 2:3 Larsen 20 k, 3:3 Tapani 27, 3:4 Damm 82, 4:4 Rautio 83       |
| FC Basel – VfB Stuttgart 2:3 i 1:4 1 13.09 1978 1:0 Stonier 30, 1:1 D. Hoeness 44, 1:2 Ohlicher 54, 1:3 Ohlicher 70, 2:3 Tanner 78 2 27.09 1978 0:1 Kelsch 24, 1:1 Schönenberger 35, 1:2 Kelsch 48, 1:3 Hans Müller 64, 1:4 Kelsch 68                             |
| Torpedo Moskwa – Molde FK 4:0 i 3:3 1 13.09 1978 1:0 Wasiliew 5, 2:0 Mironow 35, 3:0 Grismin 78, 4:0 Suszlin 86 2 27.09 1978 1:0 Wasiliew 26, 1:1 Brakstad 43, 1:2 Bjornaa 53, 1:3 Fuglset 67, 2:3 Wasiliew 71, 3:3 Suszlin 81                                    |
| IF Elfsborg – RC Strasbourg 2:0 i 1:4 1 13.09 1978 1:0 Svensson 17, 2:0 Magnusson 43k 2 27.09 1978 0:1 Piasecki 7, 0:2 Tanter 27, 1:2 Ahlstrom 41, 1:3 Marx 74, 1:4 Wagner 80                                                                                     |
| MSV Duisburg – Lech Poznań 5:0 i 5:2 1 13.09 1978 1:0 Jara 21, 2:0 Worm 23, 3:0 Alhaus 32, 4:0 Worm 37, 5:0 Büssers 88 2 27.09 1978 1:0 Büssers 4, 2:0 Worm 22, 3:0 Fenten 30, 3:1 Kasalik 34, 4:1 Buttgereit 71, 5:1 Worm 72, 5:2 Okoński 83                     |
| Standard Liège – Dundee United 1:0 i 0:0 1 12.09 1978 1:0 Denier 40 (mecz w Gandawie) 2 27.09 1978 |
| IK Start – Esbjerg fB 0:0 i 0:1 1 13.09 1978 2 27.09 1978 0:1 Iversen 65 |
| Arsenal F.C. – Lokomotive Lipsk 3:0 i 4:1 1 13.09 1978 1:0 Stapleton 67, 2:0 Stapleton 68, 3:0 Sunderland 80 2 27.09 1978 1:0 Brady 20k, 2:0 Sunderland 51, 3:0 Stapleton 62, 4:0 Stapleton 66, 4:1 Stapleton 72s                                                 |
| FC Carl Zeiss Jena – Lierse SK 1:0 i 2:2 1 13.09 1978 1:0 Töpfer 25 2 27.09 1978 0:1 Bosch 40, 0:2 van den Bergh 51, 1:2 Schnuphase 57, 2:2 Töpfer 83k |
| Íþróttabandalag Vestmannaeyja – Glentoran F.C. 0:0 i 1:1 1 05.09 1978 (mecz w Reykjaviku) 2 14.09 1978 0:1 Caskey 44, 1:1 Oskarsson 89 |
| FC Twente – Manchester City 1:1 i 2:3 1 13.09 1978 0:1 Watson 24, 1:1 Thoresen 50 2 27.09 1978 0:1 Wildschut 8s, 1:1 Overweg 49, 1:2 Kidd 70, 1:3 Bell 84, 2:3 Gritter 85                                                                                         |
| Hibernian F.C. – IFK Norrköping 3:2 i 0:0 1 13.09 1978 Higgins (2), Temperley – Ohlsson, Andersson 2 27.09 1978 |
| Politehnica Timișoara – MTK Budapeszt 2:0 i 1:2 1 13.09 1978 1:0 Cotec 10, 2:0 Paltinisan 55 2 27.09 1978 0:1 Koritar 50, 0:2 Nadu 67, 1:2 Petrescu 77 |
| Pezoporikos Larnaka – Śląsk Wrocław 2:2 i 1:5 1 16.09 1978 1:0 Theotanous 40, 1:1 Pawłowski 44k, 2:1 Theotanous 64, 2:2 Sybis 86 2 27.09 1978 0:1 Z. Garłowski 12, 1:1 Lambru 13, 1:2 R. Faber 30, 1:3 Olesiak 34, 1:4 Kwiatkowski 60, 1:5 Sybis 86               |
| Olympiakos SFP – Lewski Spartak Sofia 2:1 i 1:3 (dog) 1 14.09 1978 0:1 Barsow 43, 1:1 Kritikopoulos 51, 2:1 Kaltsas 76 2 28.09 1978 0:1 Milew 47, 0:2 Panow 52, 1:2 Ptaltsas 60, Wojnow 96k                                                                       |
| Dinamo Tbilisi – SSC Napoli 2:0 i 1:1 1 13.09 1978 1:0 Kipiani 39, 2:0 Szengelija 49 2 27.09 1978 1:0 Daraselija 64, 1:1 Savoldi 79k |
| Hajduk Split – Rapid Wiedeń 2:0 i 1:2 1 13.09 1978 1:0 Čop 30, 2:0 Luketin 90 2 27.09 1978 1:0 Žungul 24, 1:1 Krejcirik 73, 2:1 Francker 89 |
| Hertha BSC – Trakija Płowdiw 0:0 i 2:1 1 13.09 1978 2 27.09 1978 1:0 Granitza 23, 2:0 Granitza 44, 2:1 Sławkow 49 |
| Budapest Honvéd – Adanaspor 6:0 i 2:2 1 14.09 1978 1:0 Lukacs 16, 2:0 Weimper 64, 3:0 Gyimesi 65, 4:0 Weimper 67, 5:0 Bodonyi 78, 6:0 Nagy 88 2 27.09 1978 1:0 Lukacs 24, 1:1 Irfan 44, 2:1 Pinter 54, 2:2 Necip 56                                               |

## 1/16 finału
| AFC Ajax – Lausanne Sports 1:0 i 4:0 1 18.10 1978 1:0 Lerby 23 2 01.11 1978 1:0 Erkens 10, 2:0 Clarke 13, 3:0 Arnesen 37, 4:0 Clarke 83                                                                                      |
| SL Benfica – Borussia Mönchengladbach 0:0 i 0:2 (dog) 1 18.10 1978 2 31.10 1978 0:1 Bruns 95k, 0:2 Klinkhammer 120 |
| Everton – Dukla Praga 2:1 i 0:1 1 18.10 1978 1:0 Latchford 19, 2:0 King 79, 2:1 Mácela 87 2 01.11 1978 0:1 Gajdusek 81 |
| Argeș Pitești – Valencia CF 2:1 i 2:5 1 18.10 1978 1:0 Dobrin 10, 1:1 Saura 27, 2:1 Moiceanu 72 2 01.11 1978 0:1 Kempes 34, 0:2 Kempes 40, 1:2 Moiceanu 46, 1:3 Bonhof 60, 1:4 Saura 71, 2:4 Doru Nicolae 75, 2:5 Solsona 80 |
| SC Braga – West Bromwich Albion 0:2 i 0:1 1 18.10 1978 0:1 Regis 50, 0:2 Regis 51 2 01.11 1978 0:1 A. Brown 46 |
| Torpedo Moskwa – VfB Stuttgart 2:1 i 0:2 1 18.10 1978 1:0 Wasiliew 3, 1:1 D. Hoeness 26, 2:1 Sacharow 61 2 01.11 1978 0:1 Hans Müller 61, 0:2 Volkert 71                                                                     |
| RC Strasbourg – Hibernian F.C. 2:0 i 0:1 1 18.10 1978 1:0 Gemmerich 21, 2:0 Piasecki 60k 2 01.11 1978 0:1 McLeod 64k |
| Sporting Gijón – FK Crvena zvezda 0:1 i 1:1 1 18.10 1978 0:1 Blagojević 85 2 01.11 1978 1:0 Borovnica 21s, 1:1 Petrović 82                                                                                                   |
| FC Carl Zeiss Jena – MSV Duisburg 0:0 i 0:3 (dog) 1 18.10 1978 2 01.11 1978 0:1 Dietz 98, 0:2 Jara 107, 0:3 Fruck 119 |
| Kuopion Palloseura – Esbjerg fB 0:2 i 1:4 1 18.10 1978 0:1 Bach 12, 0:2 Nielsen 18 (mecz w Mikkeli) 2 01.11 1978 0:1 Berthelsen 10, 0:2 Iversen 25, 0:3 Östergaard 59k, 0:4 Bach 60, 1:4 Loikkanen 79                        |
| Íþróttabandalag Vestmannaeyja – Śląsk Wrocław 0:2 i 1:2 1 21.10 1978 0:1 Kwiatkowski 52, 0:2 Faber 68 (mecz w Reykjaviku) 2 02.11 1978 0:1 Nocko 15, 1:1 Hullgrimsson 29, 1:2 Kwiatkowski 87                                 |
| Manchester City – Standard Liège 4:0 i 0:2 1 18.10 1978 1:0 Hartford 13, 2:0 Kidd 85k, 3:0 Kidd 87, 4:0 Palmer 89 2 01.11 1978 0:1 Sigurvinsson 63, 0:2 Sigurvinsson 85k                                                     |
| Budapest Honvéd – Politehnica Timișoara 4:0 i 0:2 1 18.10 1978 1:0 Weimper 5, 2:0 Gyimesi 81, 3:0 Pinter 84, 4:0 Weimper 88 2 01.11 1978 0:1 Rosca 51, 0:2 Paltinisan 89                                                     |
| Hertha BSC – Dinamo Tbilisi 2:0 i 0:1 1 18.10 1978 1:0 Nüssing 42, 2:0 Granitza 63 2 01.11 1978 0:1 Szengelija 57 |
| Hajduk Split – Arsenal F.C. 2:1 i 0:1 1 18.10 1978 1:0 Čop 13, 1:1 Brady 16, 2:1 Djordjević 39 2 01.11 1978 0:1 Young 83 |
| Lewski Spartak Sofia – A.C. Milan 1:1 i 0:3 1 18.10 1978 0:1 Chiodi 11, 1:1 Miłkow 12 2 01.11 1978 0:1 Maldera 12, 0:2 Bigon 40, 0:3 Chiodi 75                                                                               |

## 1/8 finału
| VfB Stuttgart – Dukla Praga 4:1 i 0:4 1 22.11 1978 1:0 Volkert 8, 2:0 Volkert 33k, 2:1 Gajdusek 57, 3:1 Kelsch 66, 4:1 Ohlicher 87 2 06.12 1978 0:1 D. Hoeness 24s, 0:2 Vizek 46, 0:3 Pelc 52k, 0:4 Gajdusek 87   |
| Budapest Honvéd – AFC Ajax 4:1 i 0:2 1 22.11 1978 1:0 Nagy 48, 2:0 Nagy 63, 3:0 Lukacs 66, 3:1 Clarke 80k, 4:1 Weimper 88k 2 06.12 1978 0:1 Clarke 45k, 0:2 Tahamata 68                                           |
| FK Crvena zvezda – Arsenal F.C. 1:0 i 1:1 1 22.11 1978 1:0 Blagojević 15 2 06.12 1978 0:1 Sunderland 69, 1:1 Savić 87                                                                                             |
| Esbjerg fB – Hertha BSC 2:1 i 0:4 1 22.11 1978 0:1 Milewski 6, 1:1 Hansen 12k, 2:1 Jespersen 48 2 06.12 1978 0:1 Milewski 3, 0:2 Milewski 25, 0:3 Milewski 32, 0:4 Milewski 54                                    |
| Borussia Mönchengladbach – Śląsk Wrocław 1:1 i 4:2 1 22.11 1978 1:0 Kulik 36k, 1:1 Olesiak 50 2 06.12 1978 0:1 Pawlowski 25k, 1:1 Simonsen 37, 2:1 Nielsen 48, 2:2 Pawlowski 49, 3:2 Simonsen 85, 4:2 Simonsen 89 |
| Valencia CF – West Bromwich Albion 1:1 i 0:2 1 22.11 1978 1:0 Felman 16, 1:1 Cunningham 48 2 06.12 1978 0:1 T. Brown 5k, 0:2 T. Brown 80                                                                          |
| RC Strasbourg – MSV Duisburg 0:0 i 0:4 1 22.11 1978 2 06.12 1978 0:1 Worm 33, 0:2 Weber 43, 0:3 Fruck 48, 0:4 Weber 76                                                                                            |
| A.C. Milan – Manchester City 2:2 i 0:3 1 22.11 1978 0:1 Kidd 37, 0:2 Power 57, 1:2 Bigon 59, 2:2 Bigon 82 2 06.12 1978 0:1 Booth 15, 0:2 Hartford 31, 0:3 Kidd 43                                                 |

## 1/4 finału
| Budapest Honvéd – MSV Duisburg 2:3 i 2:1 1 01.03 1979 0:1 Worm 22, 1:1 Varga 36, 2:1 Weimper 49k, 2:2 Worm 53, 2:3 Seliger 85 2 21.03 1979 0:1 Büssers 38, 1:1 Poczik 84, 2:1 Pal 88 |
| FK Crvena zvezda – West Bromwich Albion 1:0 i 1:1 1 01.03 1979 1:0 Savić 86 2 21.03 1979 0:1 Regis 40, 1:1 Šestić 87                                                                 |
| Manchester City – Borussia Mönchengladbach 1:1 i 1:3 1 08.03 1979 1:0 Channon 26, 1:1 Lienen 66 2 20.03 1979 0:1 Kulik 45, 0:2 Bruns 52, 0:3 Del’Haye 71, 1:3 Deyna 78               |
| Hertha BSC – Dukla Praga 1:1 i 2:1 1 01.03 1979 0:1 Pelc 45, 1:1 Nüssing 50 2 21.03 1979 0:1 Nehoda 21, 1:1 Agerbeck 32, 2:1 Milewski 57                                             |

## 1/2 finału
| FK Crvena zvezda – Hertha BSC 1:0 i 1:2 1 11.04 1979 1:0 Savić 7 2 25.04 1979 0:1 Beer 2, 0:2 Sidka 18, 1:2 Šestić 74                                                                                               |
| MSV Duisburg – Borussia Mönchengladbach 2:2 i 1:4 1 10.04 1979 1:0 Worm 22, 1:1 Simonsen 62, 2:1 Fruck 63, 2:2 Lausen 76 2 24.04 1979 0:1 Simonsen 43, 0:2 Kulik 47, 0:3 Simonsen 55, 1:3 Büssers 70, 1:4 Lienen 81 |

## Finał
| FK Crvena zvezda – Borussia Mönchengladbach 1:1 i 0:1 |
| 9 maja 1979 Belgrad Marakana (87 000) FK Crvena zvezda – Borussia Mönchengladbach 1:1 (1:0) Sędzia: Ian M. D. Foote (Szkocja) Bramki: 1:0 Sestić 21, 1:1 Jurisić 60s Fudbalski Klub Crvena Zvezda (trener Branko Stanković): Aleksandar Stojanović – Nikola Jovanović, Dragan Miletović, Ivan Jurisić, Milan Jovin, Slavoljub Muslin (88 Zlatko Krmpotić), Ilija Petrović, Cvjetin Blagojević, Goran Milosavljević (Milovanović), Dušan Savić, Miloš Šestić Borussia VfL 1900 e.V. Mönchengladbach (trener Udo Lattek): Wolfgang Kneib – Berti Vogts (kapitan), Wilfried Hannes, Frank Schäffer, Norbert Ringels, Winfried Schäfer, Christian Kulik, Carsten Nielsen (75 Dietmar Danner), Horst Wohlers (80 Rudolf Gores), Allan Simonsen, Edvard Lienen |
| 23 maja 1979 Düsseldorf Rheinstadion (45 000) Borussia Mönchengladbach – FK Crvena zvezda 1:0 (1:0) Sędzia: Alberto Michelotti (Włochy) Bramki: 1:0 Allan Simonsen 15k Borussia VfL 1900 e.V. Mönchengladbach (trener Udo Lattek): Wolfgang Kneib – Berti Vogts (kapitan), Wilfried Hannes, Frank Schäffer, Norbert Ringels, Winfried Schäfer, Christian Kulik (58 Horst Köppel), Rudolf Gores, Horst Wohlers, Allan Simonsen, Edvard Lienen Fudbalski Klub Crvena zvezda (trener Branko Stanković): Aleksandar Stojanović – Nikola Jovanović, Dragan Miletović, Ivan Jurisić, Milan Jovin, Slavoljub Muslin, Ilija Petrović, Cvjetin Blagojević, Milovanović (46 Miloš Šestić), Dušan Savić, Goran Milosavljević                                        |